# Día Mundial de las ONG
El  Día Mundial de las ONG es una jornada que se celebra cada 27 de febrero desde 2014, fue reconicido por el Consejo de Estados del Mar Báltico en 2012.

## Proclamación
El Día Mundial de las ONG fue propuesto oficialmente el 17 de abril de 2010 durante el IX Foro de ONG del Mar Báltico en Vilna, Lituania, con el respaldo de 12 países miembros: Bielorrusia, Dinamarca, Estonia, Finlandia, Alemania, Islandia, Letonia, Lituania, Polonia, Rusia, Noruega y Suecia. La iniciativa surgió del filántropo letón-británico Marcis Liors Skadmanis, quien presentó su idea en 2012 durante una mesa redonda en la Cámara de los Comunes del Parlamento del Reino Unido. El 23 de abril de 2012, el Comité del Foro de ONG del Mar Báltico aceptó formalmente su propuesta bajo la presidencia alemana del Consejo de Estados del Mar Báltico (CBSS) en la Universidad Humboldt de Berlín. Su objetivo es reconocer la labor de las organizaciones no gubernamentales (ONG) en el desarrollo social y la creación de capital social para comunidades sostenibles en todo el mundo.

## Celebración
Este día se celebra el 27 de febrero. Esta fecha fue elegida para visibilizar y honrar la contribución de las ONG en todo el mundo. La primera celebración oficial se realizó en 2014 en Helsinki, Finlandia, organizada por el Ministerio de Asuntos Exteriores de Finlandia. El evento inaugural contó con la participación de líderes internacionales de la ONU, UNESCO, UNDP, la Unión Europea y el Consejo Nórdico. Desde entonces, se llevan a cabo actividades como conferencias, talleres y mesas redondas para discutir el impacto y los desafíos que enfrentan estas organizaciones.